# Matilde de Albon
Matilde de Albon (1112-1148), fue una condesa consorte de Saboya; casó en 1123 con Amadeo III, conde de Saboya. 
Descendencia:
1. Mafalda (1125-1158), se casó con el rey Alfonso I de Portugal
2. Alicia 1120-? se casó con Humberto III de Beajeu
3. Inés de Saboya (1125-1172), se casó con Guillermo I de Ginebra
4. Humberto III (1136-1188)
5. Juan de Saboya
6. Pedro de Saboya
7. Guillermo de Saboya
8. Margarita de Saboya (m. 1157) monja en Bons.
9. Isabel de Saboya
10. Juliana de Saboya (m. 1194), abadesa de san Andrés-le-Haut